# SV Hindenburg Allenstein
Sportverein Hindenburg Allenstein – niemiecki klub piłkarski z siedzibą w Olsztynie (niem. Allenstein). Istniał w latach 1921–1945.

## Historia
Klub został założony w 1921 roku jako Sportvereinigung Hindenburg Allenstein na cześć Paula von Hindenburga. W 1932 roku zdobył mistrzostwo regionalnej ligi Baltenverband (bałtycki związek piłki nożnej) i zakwalifikował się do mistrzostw Niemiec, z których odpadł jednak w pierwszej rundzie po porażce 0:6 z Eintrachtem Frankfurt. W 1933 roku Hindenburg ponownie został mistrzem swojej ligi i wystąpił w mistrzostwach Niemiec. W pierwszej rundzie pokonał 4:1 Herthę BSC, jednak w ćwierćfinale przegrał 2:12 z Eintrachtem Frankfurt.
W 1933 roku klub wszedł w skład nowo utworzonej Gauligi (grupa Ostpreußen), będącej wówczas najwyższą ligą i spędził w niej sześć sezonów. W 1935 roku stał się klubem wojskowym i zmienił nazwę na Standort-Sportvereinigung Hindenburg Allenstein. W latach 1936, 1937 oraz 1939 został mistrzem Gauligi Ostpreußen i występował potem w mistrzostwach Niemiec, jednak za każdym razem zakończył je na fazie grupowej. W latach 1936–1938 brał też udział w rozgrywkach Pucharu Niemiec, jednak dwa razy (1936, 1937) odpadł z niego w 1/8 finału, a raz (1938) po drugiej rundzie.
W 1939 roku, z powodu wybuchu II wojny światowej, Hindenburg jako klub wojskowy, nie otrzymał zgody na dalszą grę w oficjalnych rozgrywkach. W 1945 roku, w wyniku przyłączenia Olsztyna do Polski, został rozwiązany.

## Występy w Gaulidze
| Liga                                                | Sezon     | Pozycja |
| --------------------------------------------------- | --------- | ------- |
| Gauliga (grupa Ostpreußen) Gruppe II                | 1933/1934 | 1.      |
| Gauliga (grupa Ostpreußen) Gruppe II                | 1934/1935 | 2.      |
| Gauliga (grupa Ostpreußen) Bezirksklasse Allenstein | 1935/1936 | 1.      |
| Gauliga (grupa Ostpreußen) Bezirksklasse Allenstein | 1936/1937 | 1.      |
| Gauliga (grupa Ostpreußen) Bezirksklasse Allenstein | 1937/1938 | 2.      |
| Gauliga (grupa Ostpreußen)                          | 1938/1939 | 1.      |